# (39514) 1986 TV3
1986 تي في 3 (ويعرف أيضًا باسم (39514) 1986 تي في 3 وفق تسمية الكوكب الصغير) (بالإنجليزية: 1986 TV3)‏ هو كويكب ضمن حزام الكويكبات؛ وترتيبه 39514 من حيث الاكتشاف.
اكتُشف هذا الجُرم الفلكي بواسطة Antonín Mrkos ‏ في 4 أكتوبر 1986.

## وصلات خارجية
- (39514) 1986 TV3 في قاعدة بيانات مختبر الدفع النفاث لأجرام النظام الشمسي الصغيرة

- الاكتشاف · مخطط المدار ·  العناصر المدارية · المعلمات المادية

- (39514) 1986 TV3 على موقع ويكي سكاي: DSS2, SDSS, GALEX, IRAS, Hydrogen α, X-Ray, Astrophoto, Sky Map, Articles and images